# Liste des matchs de l'équipe du Togo de football par adversaire
Cette liste présente les matchs de l'équipe du Togo de football par adversaire rencontré. Lorsqu'une rivalité footballistique particulière existe entre le Togo et un autre pays, une page spécifique est parfois proposée.
- Haut – A
- B
- C
- D
- E
- F
- G
- H
- I
- J
- K
- L
- M
- N
- O
- P
- Q
- R
- S
- T
- U
- V
- W
- X
- Y
- Z

## A

### Algérie

#### Confrontations
Confrontations entre l'équipe du Togo de football et l'équipe d'Algérie de football : 
| Date             | Lieu       | Match          | Score | Compétition                     |
| 3 octobre 1992   | Lomé       | Togo - Algérie | 0-0   | Qualifications pour la CAN 1994 |
| 23 avril 1992    | Alger      | Algérie - Togo | 4-0   | Qualifications pour la CAN 1994 |
| 22 décembre 1997 | Le Caire   | Algérie - Togo | 0-1   | Match amical                    |
| 26 janvier 2013  | Rustenberg | Algérie - Togo | 0-2   | CAN 2013 (1er tour)             |
| 11 juin 2017     | Blida      | Algérie - Togo | 1-0   | Qualifications pour la CAN 2019 |
| 18 novembre 2018 | Lomé       | Togo - Algérie | 1-4   | Qualifications pour la CAN 2019 |

#### Bilan
Au 28 juin 2022 :
- Total de matchs disputés : 6
- Victoires de l'équipe d'Algérie : 3
- Victoires de l'équipe du Togo : 2
- Match nul : 1

### Angola

#### Confrontations
Confrontations entre l'Angola et le Togo :
| Date            | Lieu     | Match         | Score | Compétition                                |
| 28 février 1993 | Lomé     | Togo - Angola | 0-1   | Qualifications pour la Coupe du monde 1994 |
| 6 avril 1997    | Luanda   | Angola - Togo | 3-1   | Qualifications pour la Coupe du monde 1998 |
| 17 août 1997    | Lomé     | Togo - Angola | 1-1   | Qualifications pour la Coupe du monde 1998 |
| 11 mars 2001    | Lomé     | Togo - Angola | 1-1   | Qualifications pour la Coupe du monde 2002 |
| 29 juillet 2001 | Luanda   | Angola - Togo | 1-1   | Qualifications pour la Coupe du monde 2002 |
| 29 janvier 2006 | Le Caire | Angola - Togo | 3-2   | CAN 2006 (1er tour)                        |
| 12 août 2009    | ?        | Togo - Angola | 0-2   | Match amical                               |

#### Bilan
Au 28 juin 2022
- Total de matchs disputés : 7
- Victoires de l'équipe d'Angola : 3
- Victoires de l'équipe du Togo : 0
- Match nul : 4

### Arabie saoudite

#### Confrontations
Confrontations entre l'Arabie saoudite et le Togo :
| Date         | Lieu    | Match                  | Score | Compétition  |
| 14 mai 2006  | Sittard | Arabie saoudite - Togo | 1-0   | Match amical |
| 11 août 2010 | Riyad   | Arabie saoudite - Togo | 1-0   | Match amical |

#### Bilan
Au 27 juin 2022 :
- Total de matchs disputés : 2
- Victoires de l'Arabie saoudite : 2
- Victoires de l'équipe du Togo : 0
- Match nul : 0

## B

### Bahreïn

#### Confrontations
Confrontations entre le Bahreïn et le Togo :
| Date             | Lieu  | Match          | Score | Compétition                  |
| 6 novembre 2009  | Riffa | Bahreïn - Togo | 5-1   | Match amical                 |
| 7 septembre 2010 | Riffa | Bahreïn - Togo | 3-0   | Match amical (match arrangé) |

#### Bilan
Au 27 juin 2022 :
- Total de matchs disputés : 1
- Victoires de l'équipe de Bahreïn : 1
- Victoires de l'équipe du Togo : 0
- Match nul : 0

### Bretagne

#### Confrontations
Confrontations entre la Bretagne et le Togo :
| Date        | Lieu   | Match           | Score | Compétition  |
| 21 mai 2010 | Bastia | Bretagne - Togo | 2-1   | Match amical |

#### Bilan
Au 27 juin 2022 :
- Total de matchs disputés : 1
- Victoires de l'équipe de Bretagne : 1
- Victoires de l'équipe du Togo : 0
- Match nul : 0

## C

### Cap-Vert

#### Confrontations
Confrontations entre le Togo et le Cap-Vert :
|   | Date            | Lieu        | Match           | Score | Compétition                  |
| - | --------------- | ----------- | --------------- | ----- | ---------------------------- |
| 1 | 29 mars 2003    | Praia       | Cap-Vert - Togo | 2-1   | Qualifications à la CAN 2004 |
| 2 | 8 juin 2003     | Lomé        | Togo - Cap-Vert | 5-2   | Qualifications à la CAN 2004 |
| 3 | 10 octobre 2019 | Fos-sur-Mer | Togo - Cap-Vert | 1-2   | Match amical                 |

#### Bilan
Au 28 juin 2022 :
- Total de matchs disputés : 3
- Victoires du Togo : 1
- Victoires du Cap-Vert : 2
- Matchs nuls : 0

### Comores

#### Confrontations
Confrontations entre le Togo et les Comores :
|   | Date              | Lieu      | Match          | Score | Compétition                                                       |
| - | ----------------- | --------- | -------------- | ----- | ----------------------------------------------------------------- |
| 1 | 11 novembre 2016  | Tunis     | Togo - Comores | 2-2   | Match amical                                                      |
| 2 | 4 juin 2017       | Marseille | Togo - Comores | 2-0   | Match amical                                                      |
| 3 | 6 septembre 2019  | Moroni    | Comores - Togo | 1-1   | Éliminatoires de la Coupe du monde 2022 : zone Afrique (1er tour) |
| 4 | 10 septembre 2019 | Lomé      | Togo - Comores | 2-0   | Éliminatoires de la Coupe du monde 2022 : zone Afrique (1er tour) |
| 5 | 14 novembre 2019  | Lomé      | Togo - Comores | 0-1   | Qualifications à la Coupe d'Afrique des nations 2021 (gr. G)      |
| 6 | 25 mars 2021      | Moroni    | Comores - Togo | 0-0   | Qualifications à la Coupe d'Afrique des nations 2021 (gr. G)      |

#### Bilan
Au 27 juin 2022 :
- Total de matchs disputés : 6
- Victoires du Togo : 2
- Victoires des Comores : 1
- Matchs nuls : 3

### Corée du Sud

#### Confrontations
Confrontations entre la Corée du Sud et le Togo :
| Date         | Lieu                  | Match               | Score | Compétition                    |
| 13 juin 2006 | Francfort-sur-le-Main | Corée du Sud - Togo | 2-1   | Coupe du monde 2006 (groupe G) |

#### Bilan
Au 27 juin 2022 :
- Total de matchs disputés : 1
- Victoires de l'équipe de Corée du Sud : 1
- Victoires de l'équipe du Togo : 0
- Match nul : 0

## D

### Danemark

#### Confrontations
Confrontations entre le Danemark et le Togo
|   | Date        | Lieu | Match           | Score | Compétition  |
| - | ----------- | ---- | --------------- | ----- | ------------ |
| 1 | 6 mars 1974 | Lomé | Togo - Danemark | 0-2   | Match amical |

#### Bilan
Au 27 juin 2022 :
- Total de matchs disputés : 1
- Victoires du Danemark : 1
- Victoires du Togo : 0
- Matchs nuls : 0

### Djibouti

#### Confrontations
Confrontations entre Djibouti et le Togo
|   | Date             | Lieu     | Match           | Score | Compétition                  |
| - | ---------------- | -------- | --------------- | ----- | ---------------------------- |
| 1 | 4 septembre 2015 | Djibouti | Djibouti - Togo | 0-2   | Qualifications à la CAN 2017 |
| 2 | 4 septembre 2016 | Lomé     | Togo - Djibouti | 5-0   | Qualifications à la CAN 2017 |

#### Bilan
Au 27 juin 2022 :
- Total de matchs disputés : 2
- Victoires du Djibouti : 0
- Victoires du Togo : 2
- Matchs nuls : 0

## E

### Émirats arabes unis

#### Confrontations
Confrontations entre les Émirats arabes unis et le Togo :
|   | Date             | Lieu       | Match                      | Score | Compétition  |
| - | ---------------- | ---------- | -------------------------- | ----- | ------------ |
| 1 | 10 octobre 1997  | Abou Dhabi | Émirats arabes unis - Togo | 3-0   | Match amical |
| 2 | 21 novembre 2007 | Accra      | Togo - Émirats arabes unis | 5-0   | Match amical |

#### Bilan
Au 27 juin 2022 :
- Total de matchs disputés : 2
- Victoires des Émirats arabes unis : 1
- Victoires du Togo : 1
- Matchs nuls : 0

## F

### France

#### Confrontations
Confrontations entre l'équipe de France de football et l'équipe du Togo de football
| Date         | Lieu    | Match         | Score | Compétition         |
| 23 juin 2006 | Cologne | Togo - France | 0-2   | Coupe du monde 2006 |

#### Bilan
Au 27 juin 2022 :
- Total de matches disputés : 1
- Victoire de l'équipe de France : 1
- Victoire de l'équipe du Togo : 0
- Match nul : 0

## G

### Guadeloupe

#### Confrontations
Confrontations entre l'équipe du Togo de football et l'équipe de Guadeloupe de football
| Date        | Lieu  | Match             | Score | Compétition  |
| 12 mai 1988 | Paris | Guadeloupe - Togo | 2-1   | Match amical |

#### Bilan
Au 27 juin 2022 :
- Total de matchs disputés : 1
- Victoires de l'équipe de Guadeloupe : 1
- Victoires de l'équipe du Togo : 0
- Match nul : 0

## I

### Iran

#### Confrontations
Confrontations entre l'équipe d'Iran de football et l'équipe du Togo de football
| Date             | Lieu    | Match       | Score | Compétition  |
| 13 novembre 2005 | Téhéran | Iran - Togo | 2-0   | Match amical |
| 5 octobre 2017   | Téhéran | Iran - Togo | 2-0   | Match amical |

#### Bilan
Au 27 juin 2022 :
- Total de matches disputés : 2
- Victoire de l'équipe d'Iran : 2
- Victoire de l'équipe du Togo : 0
- Match nul : 0

## J

### Japon

#### Confrontations
Confrontations entre le Togo et le Japon :
| Date            | Lieu         | Match        | Score | Compétition  |
| 14 octobre 2009 | Miyagi, Rifu | Japon - Togo | 5-0   | Match amical |

#### Bilan
Au 27 juin 2022 :
- Total de matchs disputés : 1
- Victoire de l'équipe du Japon : 1
- Match nul : 0
- Victoire de l'équipe du Togo : 0

## L

### Liechtenstein

#### Confrontations
Confrontations entre l'équipe du Togo de football et l'équipe du Liechtenstein de football
| Date        | Lieu  | Match                | Score | Compétition  |
| 2 juin 2006 | Vaduz | Liechtenstein - Togo | 0-1   | Match amical |

#### Bilan
Au 27 juin 2022 :
- Total de matchs disputés : 1
- Victoires de l'équipe du Liechtenstein : 0
- Victoires de l'équipe du Togo : 1
- Match nul : 0

### Luxembourg

#### Confrontations
Confrontations entre l'équipe du Togo de football et l'équipe du Luxembourg de football
| Date             | Lieu       | Match             | Score | Compétition  |
| 15 novembre 2006 | Luxembourg | Luxembourg - Togo | 0-0   | Match amical |

#### Bilan
Au 27 juin 2022 :
- Total de matchs disputés : 1
- Victoires du équipe du Luxembourg : 0
- Victoires de l'équipe du Togo : 0
- Match nul : 1

## M

### Madagascar

#### Confrontations
Confrontations entre l'équipe de Madagascar de football et l'équipe du Togo de football : 
| Date         | Lieu               | Match             | Score | Compétition            |
| 28 mars 2015 | Brazzaville        | Togo - Madagascar | 1-0   | Jeux africains de 1965 |
| 21 mars 2018 | Saint-Leu-la-Forêt | Togo - Madagascar | 0-0   | Match amical           |

#### Bilan
Au 27 juin 2022 :
- Total de matchs disputés : 2
- Victoires de l'équipe de Madagascar : 0
- Victoires de l'équipe du Togo : 1
- Matchs nuls : 1

### Malawi

#### Confrontations
Confrontations entre l'équipe du Malawi de football et l'équipe du Togo de football : 
| Date             | Lieu     | Match         | Score | Compétition                  |
| 9 juillet 2010   | Lomé     | Togo - Malawi | 1-1   | Qualifications à la CAN 2012 |
| 26 mars 2011     | Blantyre | Malawi - Togo | 1-0   | Qualifications à la CAN 2012 |
| 4 septembre 2017 | Agadir   | Togo - Malawi | 0-1   | Match amical                 |

#### Bilan
Au 27 juin 2022 :
- Total de matchs disputés : 3
- Victoires de l'équipe du Malawi : 2
- Victoires de l'équipe du Togo : 0
- Matchs nuls : 1

### Maroc

#### Confrontations
Confrontations entre l'équipe du Maroc de football et l'équipe du Togo de football : 
| Date             | Lieu       | Match        | Score | Compétition                                                            |
| 28 octobre 1979  | Mohammedia | Maroc - Togo | 7-0   | Qualifications à la CAN 1980                                           |
| 11 novembre 1979 | Lomé       | Togo - Maroc | 0-2   | Qualifications à la CAN 1980                                           |
| 26 novembre 1997 | Rabat      | Maroc - Togo | 3-0   | Match amical                                                           |
| 28 février 1999  | Lomé       | Togo - Maroc | 2-3   | Qualifications à la CAN 2000                                           |
| 10 avril 1999    | Rabat      | Togo - Maroc | 1-1   | Qualifications à la CAN 2000                                           |
| 17 août 2005     | Rouen      | Maroc - Togo | 0-1   | Amical                                                                 |
| 20 juin 2009     | Rabat      | Maroc - Togo | 0-0   | Tour préliminaire de la coupe du monde de football 2010 : Zone Afrique |
| 6 septembre 2009 | Lomé       | Togo - Maroc | 1-1   | Tour préliminaire de la coupe du monde de football 2010 : Zone Afrique |
| 14 novembre 2012 | Casablanca | Maroc - Togo | 0-1   | Match amical                                                           |
| 15 novembre 2016 | Marrakech  | Maroc - Togo | 2-1   | Match amical                                                           |
| 20 janvier 2017  | Oyem       | Maroc - Togo | 3-1   | CAN 2017 (1er tour)                                                    |
| 18 janvier 2021  | Douala     | Maroc - Togo | 1-0   | CHAN 2021 (1er tour)                                                   |

#### Bilan
Au 27 juin 2022 :
- Total de matchs disputés : 12
- Victoires de l'équipe du Maroc : 7
- Victoires de l'équipe du Togo : 2
- Matchs nuls : 3

### Maurice

#### Confrontations
Confrontations entre l'équipe de Maurice de football et l'équipe du Togo de football : 
| Date             | Lieu             | Match          | Score | Compétition  |
| 28 mars 2015     | Belle Vue Maurel | Maurice - Togo | 1-1   | Match amical |
| 12 novembre 2017 | Lomé             | Togo - Maurice | 6-0   | Match amical |

#### Bilan
Au 27 juin 2022 :
- Total de matchs disputés : 2
- Victoires de l'équipe de Maurice : 0
- Victoires de l'équipe du Togo : 1
- Matchs nuls : 1

### Mozambique

#### Confrontations
Confrontations entre l'équipe du Mozambique de football et l'équipe du Togo de football : 
| Date            | Lieu | Match             | Score | Compétition  |
| 11 janvier 1998 | ?    | Togo - Mozambique | 4-2   | Match amical |
| 9 octobre 2016  | ?    | Togo - Mozambique | 2-0   | Match amical |

#### Bilan
Au 28 juin 2022 :
- Total de matchs disputés : 2
- Victoires de l'équipe du Mozambique : 0
- Victoires de l'équipe du Togo : 2
- Matchs nuls : 1

## N

### Namibie

#### Confrontations
Confrontations entre l'équipe du Togo de football et l'équipe de Namibie de football : 
| Date             | Lieu               | Match          | Score | Compétition                                |
| 5 septembre 2021 | Saint-Leu-la-Forêt | Togo - Namibie | 0-1   | Qualifications pour la Coupe du monde 2022 |
| 15 novembre 2021 | Johannesbourg      | Togo - Namibie | 1-0   | Qualifications pour la Coupe du monde 2022 |

#### Bilan
Au 27 juin 2022 :
- Total de matchs disputés : 2
- Victoires de l'équipe du Togo : 1
- Victoires de l'équipe de Namibie : 1
- Matchs nuls : 0

### Nigeria

#### Confrontations
Confrontations entre l'équipe du Togo de football et l'équipe du Nigeria de football : 
| Date          | Lieu                      | Match          | Score | Compétition |
| 1er juin 2017 | Saint-Leu-la-Forêt France | Togo - Nigéria | 0-3   | Amical      |

#### Bilan
Au 27 juin 2022 :
- Total de matchs disputés : 1
- Victoires de l'équipe du Togo : 0
- Victoires de l'équipe du Nigéria : 1
- Matchs nuls : 0

## O

### Oman

#### Confrontations
Confrontations entre l'équipe du Togo de football et l'équipe d'Oman de football : 
| Date             | Lieu  | Match       | Score | Compétition  |
| 29 décembre 2012 | Sohar | Oman - Togo | 0-1   | Match amical |

#### Bilan
Au 27 juin 2022 :
- Total de matchs disputés : 1
- Victoires de l'équipe du Togo : 1
- Victoires de l'équipe d'Oman : 0
- Matchs nuls : 0

## P

### Paraguay
Confrontations entre l'équipe du Togo de football et l'équipe du Paraguay de football
| Date             | Lieu    | Match           | Score | Compétition  |
| 11 novembre 2005 | Téhéran | Paraguay - Togo | 4-2   | Match amical |

#### Bilan
Au 27 juin 2022 :
- Total de matchs disputés : 1
- Victoires de l'équipe du Paraguay : 1
- Victoires de l'équipe du Togo : 0
- Match nul : 0

## R

### Réunion
Confrontations entre l'équipe du Togo de football et l'équipe de La Réunion de football
| Date        | Lieu  | Match          | Score | Compétition  |
| 13 mai 1988 | Paris | Réunion - Togo | 1-0   | Match amical |

#### Bilan
Au 27 juin 2022 :
- Total de matchs disputés : 1
- Victoires de l'équipe de La Réunion : 1
- Victoires de l'équipe du Togo : 0
- Match nul : 0

### Rwanda
Confrontations entre l'équipe du Togo de football et l'équipe du Rwanda de football
| Date             | Lieu | Match         | Score | Compétition  |
| 19 novembre 2008 | ?    | Togo - Rwanda | 1-0   | Match amical |

#### Bilan
Au 28 juin 2022 :
- Total de matchs disputés : 1
- Victoires de l'équipe du Rwanda : 0
- Victoires de l'équipe du Togo : 1
- Match nul : 0

## S

### Sierra Leone

#### Confrontations
Confrontations entre la Sierra Leone et le Togo :
|   | Date             | Lieu     | Match               | Score           | Compétition                                                              |
| - | ---------------- | -------- | ------------------- | --------------- | ------------------------------------------------------------------------ |
| 1 | 14 novembre 1982 | Lomé     | Togo - Sierra Leone | 3-0             | Qualifications à la Coupe d'Afrique des nations 1984 (tour préliminaire) |
| 2 | 28 novembre 1982 | Freetown | Sierra Leone - Togo | 0-1             | Qualifications à la Coupe d'Afrique des nations 1984 (tour préliminaire) |
| 3 | 9 janvier 1993   | Conakry  | Sierra Leone - Togo | 0-0             | Qualifications à la Coupe d'Afrique des nations 1994 (gr. 3)             |
| 4 | 20 août 2000     | Freetown | Sierra Leone - Togo | 2-0             | Qualifications à la Coupe d'Afrique des nations 2002 (tour préliminaire) |
| 5 | 3 septembre 2000 | Lomé     | Togo - Sierra Leone | 2-0 (tab : 4-2) | Qualifications à la Coupe d'Afrique des nations 2002 (tour préliminaire) |
| 6 | 24 mars 2007     | Lomé     | Togo - Sierra Leone | 3-1             | Qualifications à la Coupe d'Afrique des nations 2008 (gr. 9)             |
| 7 | 3 juin 2007      | Freetown | Sierra Leone - Togo | 0-1             | Qualifications à la Coupe d'Afrique des nations 2008 (gr. 9)             |

#### Bilan
Au 22 avril 2019 :
- Total de matchs disputés : 7
- Victoires de la Sierra Leone : 1
- Matchs nuls : 1
- Victoires du Togo : 5
- Total de buts marqués par la Sierra Leone : 3
- Total de buts marqués par le Togo : 10

### Suisse

#### Confrontations
Confrontations entre l'équipe du Togo de football et l'équipe de Suisse de football : 
| Date         | Lieu     | Match         | Score | Compétition                    |
| 19 juin 2006 | Dortmund | Togo - Suisse | 0-2   | Coupe du monde 2006 (groupe G) |

#### Bilan
Au 27 juin 2022 :
- Total de matchs disputés : 1
- Victoires de l'équipe de Suisse : 1
- Victoires de l'équipe du Togo : 0
- Match nul : 0

## T

### Tunisie

#### Confrontations
Confrontations entre l'équipe du Togo de football et l'équipe de Tunisie de football : 
| Date             | Lieu        | Match          | Score | Compétition                     |
| 13 novembre 1994 | Radès       | Tunisie - Togo | 1-1   | Qualifications pour la CAN 1996 |
| 4 juin 1995      | Lomé        | Togo - Tunisie | 0-1   | Qualifications pour la CAN 1996 |
| 16 février 1998  | Ouagadougou | Tunisie - Togo | 3-1   | CAN 1998 (1er tour)             |
| 7 janvier 2000   | Radès       | Tunisie - Togo | 7-0   | Match amical                    |
| 28 novembre 2001 | Radès       | Tunisie - Togo | 1-0   | Match amical                    |
| 10 octobre 2010  | Lomé        | Togo - Tunisie | 1-2   | Qualifications pour la CAN 2012 |
| 8 octobre 2011   | Radès       | Tunisie - Togo | 2-0   | Qualifications pour la CAN 2012 |
| 30 janvier 2013  | Nelspruit   | Tunisie - Togo | 1-1   | CAN 2013 (1er tour)             |
| 25 mars 2016     | Monastir    | Tunisie - Togo | 1-0   | Qualifications pour la CAN 2017 |
| 29 mars 2016     | Lomé        | Togo - Tunisie | 0-0   | Qualifications pour la CAN 2017 |

#### Bilan
Au 28 juin 2022 :
- Total de matchs disputés : 10
- Victoires de l'équipe de Tunisie : 7
- Victoires de l'équipe du Togo : 0
- Match nul : 3

## Y

### Yémen

#### Confrontations
Confrontations entre l'équipe du Togo de football et l'équipe du Yémen de football : 
| Date         | Lieu | Match        | Score | Compétition  |
| 28 mars 2010 | ?    | Yémen - Togo | 1-1   | Match amical |
| 31 mars 2010 | ?    | Yémen - Togo | 2-1   | Match amical |

#### Bilan
Au 27 juin 2022 :
- Total de matchs disputés : 2
- Victoires de l'équipe du Yémen : 1
- Victoires de l'équipe du Togo : 0
- Match nul : 1